# Berberis tsangpoensis
Berberis tsangpoensis är en berberisväxtart som beskrevs av Ahrendt. Berberis tsangpoensis ingår i släktet berberisar, och familjen berberisväxter. Inga underarter finns listade i Catalogue of Life.